# 하말
하말(Hamal) 또는 엘나스(ElNath)는 양자리에서 가장 밝은 별이며, 히파르코스 위성의 시차 측정 자료에 의하면 지구에서 65.9광년 떨어져 있다. 바이어 명명법으로 읽을 경우 양자리 알파(Alpha Arietis)가 된다. 플램스티드 기호로 표시하면 양자리 13으로 쓰나, 잘 사용하지는 않는다.
하말은 아랍어로 '양'의 뜻이다. 다만 별 하나의 이름과 별자리 전체의 이름이 같기 때문에, 혼동을 방지하는 의미에서 rās al-ħamal '양의 머리'로 불리기도 했다.
이 별은 K2 IIICa-1 분광형의 오렌지색 거성이다. 하말은 별 자체도 밝지만 상대적으로 지구에서 가깝기 때문에 겉보기 등급은 2.01이다. 질량은 태양의 4.5배, 밝기는 55배, 반지름은 18배이다. 분광형 뒤에 붙은 Ca는 스펙트럼에 칼슘의 선이 나타난다는 의미이다. 알파는 변광성의 성질을 약간 지니고 있는데, 0.05등급 정도의 밝기 변화를 보인다.
하말은 자체 밝기로 보면 평범한 별이지만, 고대에 이 별은 태양의 황도상에서 양자리의 춘분점 부근에 위치하고 있었기 때문에 중요한 별로 취급되어 왔다. 이후 지구의 세차 운동으로 인해 현재의 춘분점은 물고기자리로 옮겨왔다.